# Nadine Ghazi
Nadine Ghazi (en arabe : نادين غازي), née le 24 novembre 2001, est une footballeuse internationale égyptienne évoluant au poste d'attaquant.

## Carrière

### Carrière en club
Nadine Ghazi est formée à l'académie d'Aimz  et évolue en équipe première de 2014 à 2020,, ; cette équipe s'est appelée Nogoom El Mostakbal (2013), El Alameyeen (2014-2019) et Kafr Saad à partir de 2019.
Elle a également joué dans l'équipe féminine de futsal de l'Université américaine du Caire à ses 17 ans.
L'attaquante est sacrée meilleure buteuse du Championnat d'Égypte en 2020.
Elle évolue en 2021 au club El-Gouna dans le championnat égyptien.

### Carrière en sélection
Nadine Ghazi est appelée en équipe d'Égypte dès l'âge de 14 ans. Elle dispute notamment les éliminatoires de la Coupe d'Afrique des nations 2016, marquant contre la Libye le 6 mars 2016 et jouant contre la Côte d'Ivoire le 7 avril 2016.
Elle fait partie du groupe égyptien participant à la Coupe d'Afrique des nations 2016 au Cameroun, mais reste sur le banc lors des trois matchs de groupe contre le Cameroun, le Zimbabwe et l'Afrique du Sud.
Elle évolue aussi en sélection de jeunes, jouant notamment les qualifications pour la Coupe du monde des moins de 17 ans 2016. Avec la sélection nationale des moins de 20 ans, elle inscrit un but contre la Tanzanie lors du tournoi de l'Union nord-africaine de football (UNAF) des moins de 21 ans en décembre 2019 puis marque deux buts contre le Maroc, aux matches aller et retour du tour préliminaire des éliminatoires de la Coupe du monde féminine de football des moins de 20 ans 2020,.